# 유메노 쓰보미
《유메노 쓰보미》(夢の蕾, 꿈의 꽃봉오리)는 레미오로멘의 13번째 싱글이다. 2009년 1월 7일에 발매됐다.

## 수록곡
1. 夢の蕾 유메노 쓰보미[*]
  - 영화 《블레임: 인류멸망2011》의 주제가이다.
2. 風の工場
3. 歩調(Previous Remix)